# Norrmejerier
Norrmejerier (formellt Norrmejerier Ekonomisk förening) är det nordligaste av de stora svenska mejeriföretagen med huvudkontor och största produktionsenhet på Ersboda i Umeå.
År 2023 hade föreningen 413 anställda och omsatte 2 246 miljoner kronor. Samma år hade Norrmejerier 350 ägare, varav 275 var aktiva mjölkleverantörer.
Norrmejerier bildades 1971 genom att Västerbottens södra mejeriförening, Skellefteortens mejeriförening och Lappmarkens mejeriförening slogs ihop. År 1972 fanns ännu 13 mejerienheter i Västerbottens län. Den nuvarande koncernen bildades 1991 genom fusion med Norrbottens läns producentförening.
Norrmejerier tillverkar bland annat Västerbottensost, Gainomax och Verum hälsofil.

## Produktionsanläggningar
Norrmejerier har produktionsanläggningar i Umeå, Burträsk och Luleå.
Vid bildandet av nya Norrmejerier 1991 hade föreningen sex mejerier, i Umeå, Burträsk, Lycksele, Luleå, Piteå och Hedenäset. Redan då fanns beslut om att lägga ned det i Piteå.
I maj 2002 lades mejeriet i Hedenäset ned, dock behölls musteriet för att tillverkning av Jokk till 2013 när varumärket såldes och produktionen flyttade till Kumla.
År 2004 lades Lyckselemejeriet ned.
2023 fattade Norrmejerier beslut om att avveckla mejeriet i Luleå och koncentrera produktionen av fil, mjölk och grädde till Umeå.